# Lawrence Halsted
Ne doit pas être confondu avec Laurence Halsted.
Sir Lawrence William Halsted, né le 2 avril 1764 à Gosport et mort le 22 avril 1841 à Stoke dans le Devon, est un officier britannique de la Royal Navy ayant servi durant la guerre d’indépendance américaine et les guerres de la Révolution française.

## Biographie

### Jeunesse
Lawrance naît à Gosport en avril 1764 du capitaine William Anthony Halsted et de Mary Frankland. Trois de ses frères ont également fait carrière dans la marine, Charles est devenu lieutenant mais est mort en mer en 1780, John est devenu capitaine et George, commandant. Son père est nommé en 1776 commandant du HMS Jersey, un vieux bâtiment servant de prison, avec qui il emmène Lawrance en tant qu'aspirant. Il sert sur ce navire durant deux années durant la guerre d’indépendance américaine jusqu'à la mort de son père. Il participe en tant que second sur le Bellona à la prise du Princess Caroline, un navire hollandais. Il reçoit en 1781 une promotion de lieutenant et est assigné au HMS Princess Caroline pour le féliciter.
Lawrence Halsted participe à la bataille des Saintes en avril 1782, à bord du HMS Canada ; son bateau parvient à capturer le Ville de Paris, le navire-amiral du Comte de Grasse. Il est par la suite chargé de le ramener jusqu'en Angleterre. Cependant, la flottille de transport est prise dans un typhon, entraînant dans les fonds le Ville de Paris et le HMS Centaur. Le Canada survit à la tempête et rentre à bon port en janvier 1783. Halsted est affecté au HMS Ganges, un tout nouveau bâtiment. Il y reste cinq ans, employé comme sentinelle à Gibraltar. En 1788, il rejoint le HMS Crown et part pour les Indes orientales. Après plusieurs années de bons services, il est promu commandant le 20 octobre 1790 et se voit confier les reines d'un sloop, le HMS Atalanta.

### Premier commandement
Toujours aux Indes, Halsted commence par effectuer des relevés au large des côtes, avant d'être élevé post-captain et retourner sur le Crown. Il reste brièvement sur ce bâtiment avant de reprendre le commandement de l'Atalanta ainsi que du HMS Swan. Il rentre finalement au pays en 1793 à la déclaration de guerre avec la France. Halsted est nommé capitaine du HMS Invincible durant une courte durée avant de passer aux commandes du HMS Flora jusqu'en avril 1794. Date à laquelle il embarque à bord du HMS Hector en tant que flag captain, dernier grade avant de passer contre-amiral. L'officier britannique participe à la campagne atlantique de mai 1794 où la flotte de Howe bat les Français de Villaret de Joyeuse. Il prend ensuite le commandement d'un 98-canons, le HMS London, et participe aux manœuvres navales dans la Manche jusqu'en 1795. En octobre, il prend le commandement du HMS Phoenix, navire de 36 canons, et y passe le reste des guerres de la Révolution française.

### HMS Phoenix

#### Affrontements en Mer du Nord
Le Phoenix est rattaché à la flotte de l'amiral Duncan en Mer du Nord. En mai 1796, l'amirauté apprend qu'une escadre hollandaise composée d'une frégate a quitté son port en Norvège et tente de franchir le blocus pour rejoindre la République batave. Halsted est alors envoyé pour intercepté cette flottille avec deux autres frégates. Le 12 mai, l'affrontement commence et rapidement, il prend l'avantage sur ses ennemis et capture l'Argo vers 5 heures. Les quatre autres bâtiments bataves d'escortes sont capturés, ou s'échouent sur la côte. Après ce succès, il est chargé d'opérer au large des côtes irlandaises où il se bat face à des corsaires.

#### Opérations en Méditerranée
Le Phoenix se rend ensuite en Mer Méditerranée. Le 11 février 1799, il capture l'Eole au large du cap Spartel puis l'Albanaise en juin 1800. Puis, il rejoint la flotte du contre-amiral Bickerton et est nommé commandant d'une escadre chargée de défendre l'Île d'Elbe. Alors qu'il patrouille au large de l'île dans une chaude après-midi d'août, son escadre intercepte un convoi français qui naviguait vers l'ouest. Ce convoi se dirigeait vers Porto Ercole avec des munitions, des vivres et même trois cents barils de poudre. Quelques jours plus tard, il capture, après un rapide affrontement, le Carrère, un bâtiment français. Le 31 août, alors qu'il patrouillait seul au largfe de Piombino, le Phoenix est repéré par le général Watrin. Ce dernier voit dans la frégate une cible de choix et envoie à sa rencontre le Succès et le Bravoure. Les deux navires de guerre français rencontre le HMS Minerve en route et le prennent en chasse, se détournant de leur objectif. Cependant, le bateau anglais envoie un message de détresse à Halsted, le Phoenix et le Pomone partent alors à la rescousse de leur allié. Les navires français sont alors contraints de se séparer et le Bravoure s'échoue à cause de forts vents, le Succès est quant à lui capturé. Halsted demeure en Méditerranée jusqu'en 1802, avant de rentrer aux Cornouailles, où il se marie aevc Mary Pellew, en septembre 1803.

### HMS Namur
Lawrence reste sans emploie jusqu'en 1805, où il prend le commandement du HMS Namur, un 74-canons. Le navire est affecté à l'escadron de l'amiral Strachan et, alors qu'il naviguait au large du Finistère, l'ancien navire d'Halsted rejoint la flottille, en novembre. Baker, le nouveau capitaine de la frégate, raconte qu'il est poursuivi par quatre navires de ligne français.

### Fin de carrière
Halsted est promu contre-amiral le 31 juillet 1810, puis vice-amiral le 4 juin 1814, il est nommé Chevalier de l'Ordre du Bain en janvier 1815. Enfin, il devient commandant en chef des Antilles en 1824. En juillet 1830, il est promu amiral et grand Croix de l'ordre du Bain, sept ans plus tard. Anoblie, Sir Lawrence Halsted meurt dans le Devon le 22 avril 1841. Sur ses deux fils qui rentrent dans la Royal, Edward atteint le rang de vice-amiral et écrit un certain nombre d'ouvrages sur la marine.